# Plumarella echinata
Plumarella echinata is een zachte koraalsoort uit de familie Primnoidae. De koraalsoort komt uit het geslacht Plumarella. Plumarella echinata werd in 2011 voor het eerst wetenschappelijk beschreven door Cairns. 